# Oxydromus vittatus
Oxydromus vittatus is een borstelworm uit de familie Hesionidae. De wetenschappelijke naam van de soort werd voor het eerst geldig gepubliceerd door Sars in 1862.